# ابراهیمیه (شرقیه)
ابراهیمیه نام شهر و شهرستانی در استان شرقیه مصر است.

## منبع
مشارکت‌کنندگان ویکی‌پدیا. «قائمة بمراکز مصر». در دانشنامهٔ ویکی‌پدیای عربی، بازبینی‌شده در ۲۱ مارس ۲۰۰۷.